# 小幡光重
小幡 光重（おばた みつしげ、生没年不詳）は、鎌倉時代の武士。父は小田知重、子に小幡重家、小幡定光。常陸小幡氏の祖とされる。常陸小幡城主。

## 生涯
詳細については不明。

### 常陸小幡氏
一説には鎌倉時代に光重が小幡城を築城し小幡氏を称したとされる。小幡氏については、鎌倉時代に真壁郡の地頭職として小幡四郎左衛門尉の名前がある。真壁小幡氏は上州小幡氏の一族で、小田氏庶流の小幡氏にはこの一族の流れが入っている可能性が高い。
小幡城の特徴の一つである堀底道などは上野国甘楽郡内にある小幡等の城の特徴をよく掴んでいる（甘楽の史跡では堀割や塹壕と言う）。また、天正13年（1585年）の書状には、小幡城将として大塚弥三郎と共に甘楽出身の小幡孫二郎の名前が見えるなど、上州小幡氏と常陸小幡氏の関わりが感じられる。
光重の子孫である小幡正俊は徳川家康に仕え、その子孫は旗本となった。家紋は「軍配団扇内七五三笹」であるという。この他に宍戸藩の小幡氏は常陸小幡氏の子孫と考えられている。また、真壁小幡氏の一流と思われる家に群馬県太田市の小幡氏がある。

## 参考資料
- 『寛永諸家系図伝』